# Dazouba
Dazouba est une localité située dans le département de Legmoin de la province du Noumbiel dans la région Sud-Ouest au Burkina Faso.

## Géographie
Dazouba est situé à 9 km à l'est de Legmoin et à environ 35 km au nord-est de Batié, le chef-lieu de la province. Le village est situé sur les rives du fleuve Mouhoun qui marque la frontière avec le Ghana.

## Santé et éducation
Le centre de soins le plus proche de Dazouba est le centre de santé et de promotion sociale (CSPS) de Legmoin tandis que le centre médical avec antenne chirurgicale (CMA) de la province se trouve à Batié.